# Twana Amin
Twana Amin (kurdisk: توانا ئەمین, født 1. november 1981 i Sulaymaniyah) er en kurdisk forfatter og journalist. Han er bosat i Stockholm. I Kurdistan har han fem gange modtaget priser for at have skrevet den bedste historie. I 2011 blev han af det kurdiske selvstyre i Irak kåret som årets bedste unge forfatter. Han er redaktør for et kritisk og intellektuelt magasin.
Twana Amin har skrevet mere end 10 skønlitterære bøger, nogle af dem er oversættelser.

## Priser og legater
- 2007, 2008, 2012, 2013, 2015: Den bedste historie ved Galawzh Festival.[3]
- 2011: Vinder af prisen som årets bedste unge forfatter.[5]